# El Paraíso (El Paraíso)
El Paraíso é uma cidade de Honduras localizada no departamento de El Paraíso.